# Saint-Sylvestre-de-Cormeilles

Saint-Sylvestre-de-Cormeilles este o comună în departamentul Eure, Franța. În 1 ianuarie 2022 avea o populație de 226 de locuitori.